# 黄启铭
黄启铭（Huang Qiming，1975年11月20日—），马来西亚华人男明星。凭电视剧《美丽的气味》、《爱在你左右》等里精湛演技大获好评。他在2010年《金视奖》中，入围最佳男主角和最受欢迎男演员。
2010年，黄启铭签立志娱乐传媒为旗下艺人。
2007年，作品《爱在你左右》首播即高达八点的收视率，内敛演出获一致好评。
2018年因主演侦探剧《假面II》而人气急升，是2018年八度空间收视率最高的华语电视剧。

## 简历
踏入演艺圈多年的黄启铭演过各种不同的角色，包括时装及喜剧等。

## 经历

### 2007年：首次担任男主角《爱在你左右》
黄启铭首次当上电视剧《爱在你左右》的男主角，和洪乙心搭档，饰演浪漫深情的庄家伟。
黄启铭的演艺事业发展平平。

### 2008年
黄启铭因拍了家庭伦理奇情剧《还我情真》而得到了观众的注意。

### 2013年
他在电视剧《听风的歌》中饰演赖立唯，耀眼的演出使他走红，得到的演出机会明显增加。

### 2016年
黄启铭和吴俐璇一起拍摄电视剧《重案狙击II》。

### 2017年
黄启铭拍摄了电视剧《法网天后》，饰演一位律师伍家明。

### 2018年
主演的电视剧《假面II》口碑与收视双赢，是当年的最高收视率电视剧。同年，黄启铭的演艺生涯已告一段落。

### 2020年
过去些年，黄启铭拍了三部叫好又叫座的电视剧，堪称原子威力。他所主演的电视剧反应非常佳，收视率也名列前茅。在2020年，黄启铭凭复出作《花式告白食分》中饰演的'马任平'角色，获得广大观众的热烈支持。

## 影视作品

### 电视剧
- 2006年
  - 5A女郎
- 2007年
  - 美丽的气味 飾 Isaac
  - 爱在你左右 飾 庄家偉
- 2008年
  - 还我情真 飾 梁耀国
- 2010年
  - 家在半山芭
- 2012年
  - 断掌的女人 饰 文启彬
  - 最火搭档2 饰 蔡志平
  - 飞跃阳光
- 2013年
  - 听风的歌 饰 赖立唯
  - 爱情风险
- 2014年
  - 幸福料理
  - 日落洞
- 2016年
  - 重案狙擊II 饰 陈文孝
- 2017年
  - 法网天后 饰 伍家明
- 2018年
  - 假面II 饰 吴乐凡
- 2020年
  - 花式告白食分 饰 马任平

### 电影
- 2012年
  - Kisah Paling Gangster
  - 行x踏错

## 奖项
| 年份 | 頒獎典禮         | 獎項           | 劇集           | 角色   | 結果 |
| ---- | ---------------- | -------------- | -------------- | ------ | ---- |
| 2010 | 第1屆 金视奖2010 | 最佳男主角     | 《爱在你左右》 | 庄家伟 | 提名 |
| 2010 | 第1屆 金视奖2010 | 最受欢迎男演员 | 不適用         | 不適用 | 提名 |

## 專輯
- 2010年
  - Ming.Mono.Style 單聲道ＥＰ
- 2014年
  - 看不見的愛

## 外部連結
- 黄启铭的Facebook專頁
- 黄启铭的新浪微博
- 黄启铭的Instagram帳戶